# Comté d'Örebro
Le comté d’Örebro (en suédois : Örebro län) est un comté suédois situé dans le centre du pays. Il est voisin des comtés de Västra Götaland, Dalarna, Västmanland, Södermanland et Östergötland.

## Provinces historiques
Les limites du comté d’Örebro correspondent à plusieurs anciennes provinces historiques : elles recoupent la province de Närke, la moitié ouest de celle de Västmanland et une petite partie du Värmland et Västergötland.
Pour l’histoire, la géographie et la culture, voir Närke, Västmanland et Värmland.

## Administration
Le comté fut dénommé comté de Närke et Värmland jusqu’en 1779, lorsque le comté de Värmland apparut.
Les principales missions du conseil d’administration du comté (Länsstyrelse), dirigé par le préfet du comté, sont de satisfaire aux grandes orientations fournies par le Riksdag et le gouvernement, de promouvoir le développement du comté et de fixer des objectifs régionaux.

## Communes
Le comté d’Örebro est subdivisé en 12 communes (Kommuner) au niveau local :
- Askersund
- Degerfors
- Hallsberg
- Hällefors
- Karlskoga
- Kumla
- Laxå
- Lekeberg
- Lindesberg
- Ljusnarsberg
- Nora
- Örebro

## Villes et localités principales
- Örebro : 95 354 habitants
- Karlskoga : 28 579 habitants
- Kumla : 12 592 habitants
- Lindesberg : 8 668 habitants
- Degerfors : 7 897 habitants
- Hallsberg : 7 197 habitants
- Nora : 6 398 habitants
- Hällefors : 5 128 habitants
- Askersund : 3 922 habitants
- Laxå : 3 641 habitants

## Héraldique
Le blason du comté d’Örebro est une combinaison des blasons des provinces historiques de Närke, Västmanland et Värmland. Lorsqu’il est représenté avec une couronne royale, il symbolise le conseil d’administration du comté.